# Lliga per a la Llibertat de la Programació
La Lliga per a la Llibertat de la Programació (League for Programming Freedom (LPF)) fou fundada el 1989 per Richard Matthew Stallman, per lluitar contra les patents de programari.
La lliga es va fundar a conseqüència dels judicis d'Apple contra Microsoft. Apple volia instaurar un monopoli de copyrights sobre interfícies gràfiques. Segons Stallman, això, perjudicava no només a Microsoft, si no a totes les companyies, petites i grans, que desenvolupaven programari aleshores. El gran èxit de les primeres manifestacions en contra va portar a la fundació de la Lliga.
Als primers anys la lliga es va dedicar a lluitar per la no imposició dels copyrights d'interfície gràfica per, no gaire després, generalitzar les seves activitats enfront de les patents de programari a nivell general.